# Merimnetria gigantea
Merimnetria gigantea là một loài bướm đêm thuộc họ Gelechiidae. Nó là loài đặc hữu của Hawaii.
This is the largest described species của Merimnetria có sải cánh khoảng 28 mm.